# Gerard van Kuijl

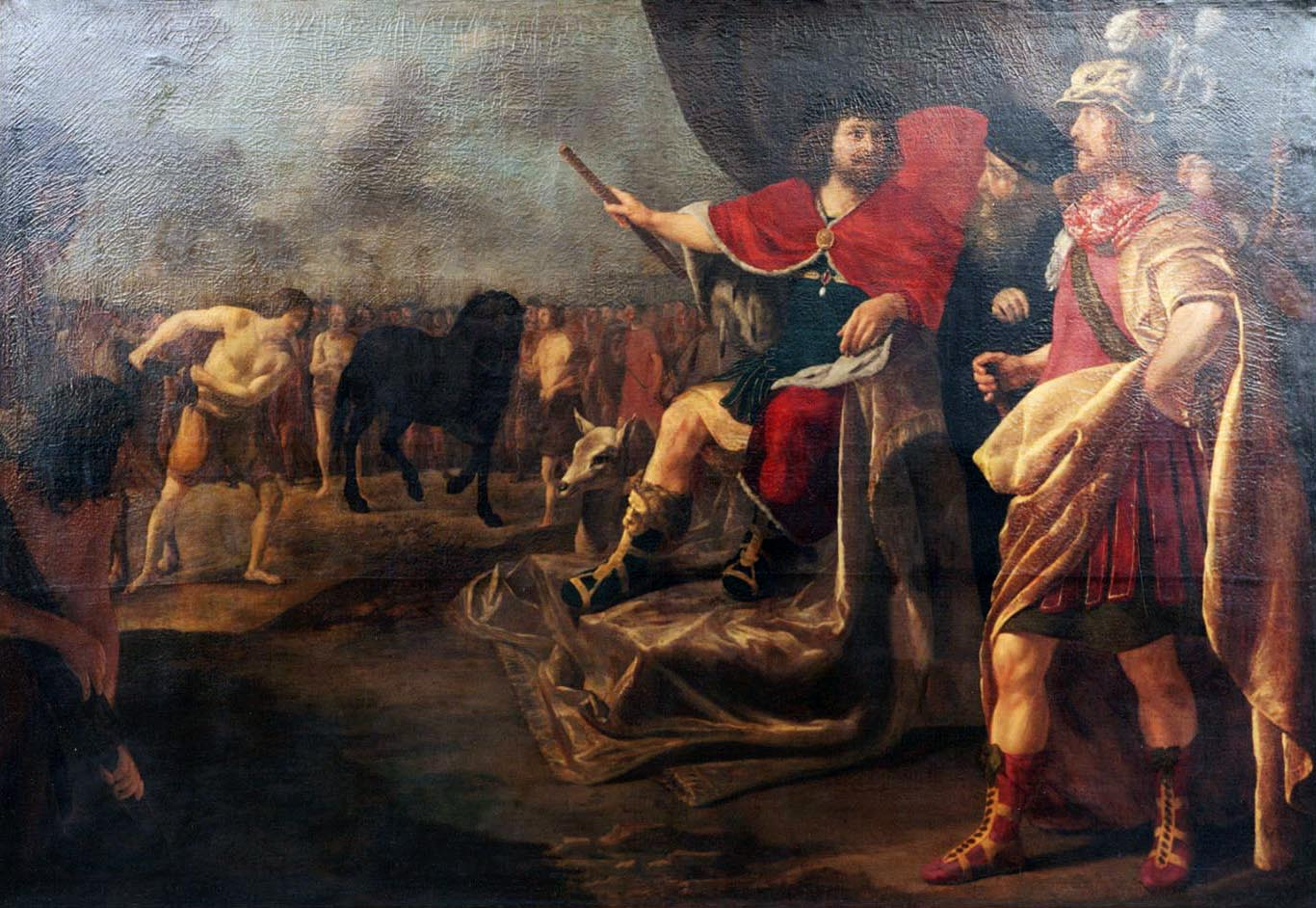
Slimheid gaat boven kracht, 1638, Gorcums Museum

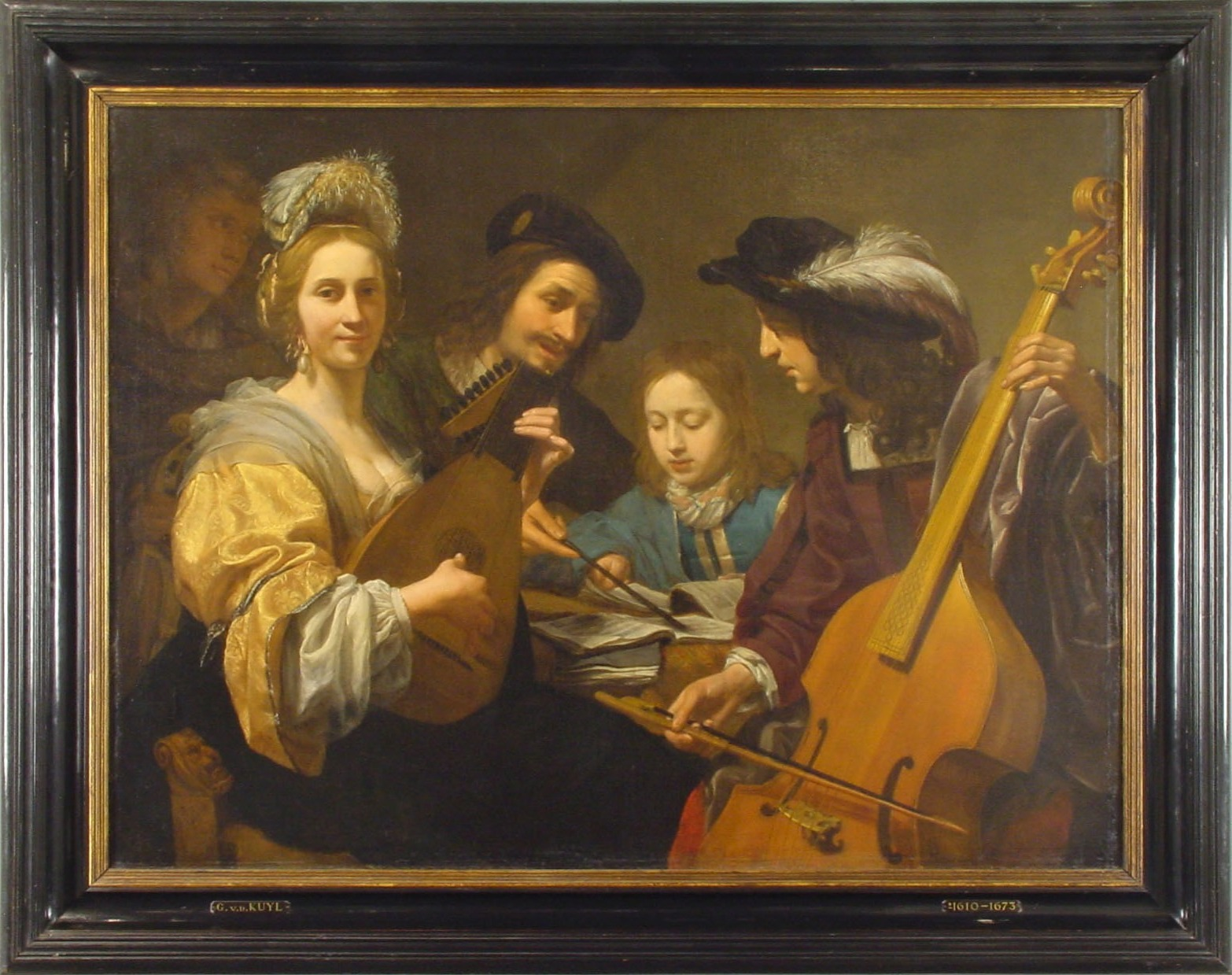
Musicerend gezelschap, 1651, Rijksmuseum Twente

Gerard van Kuijl of Kuijll (Gorinchem, 30 januari 1604 — Gorinchem, 6 maart 1673), was een Nederlandse kunstschilder uit de Gouden Eeuw. Hij staat bekend om religieuze en genrewerken in de stijl van Caravaggio.

## Biografie
Van Kuijl werd op 30 januari 1604 geboren als zoon van Frank van Kuijll en Johanna van Blockland.  In zijn Teutsche Academie (1675) noemde Von Sandrart hem ten onrechte "Gerard van Krick", en eeuwenlang werd Van Kuijl verward met een burger uit Gouda genaamd Gijsbert van der Kuijl, beschreven door Houbraken.  Volgens Houbraken was Gijsbert van der Kuijl de reisgenoot van de Goudse schilder Aert van Waes, die elf jaar bij hem in Italië doorbracht en vervolgens zonder hem terugkeerde om in 1649 in Gouda te sterven, terwijl Gijsbert in totaal twintig jaar in Italië doorbracht en na zijn terugkeer naar het noorden langer leefde en stierf in Gouda in 1673.
Gerard van Kuijl was daarentegen een leerling van Gerard Honthorst in 1625 in Utrecht en heeft nooit in Gouda gewoond. Waarschijnlijk vertrok hij in 1627 of 1628 naar Italië, aangezien hij in 1627 een testament schreef, wellicht ter voorbereiding op de reis. Hij sloot zich aan bij de Bentvueghels onder de bijnaam Stijgbeugel. In Italië was hij een leerling van landgenoot en Bentvueghel Jean Ducamps, met wie hij van 1629 tot 1631 in Rome aan de Via Margutta woonde. Het laatste bewijs van zijn aanwezigheid daar was in juli 1631. Het jaar daarop had Van Kuijl zich weer in Gorinchem gevestigd, want in 1632 werd hij lid van het Broederschap der Romeinen binnen Gorinchem en hij trouwde daar rond die tijd met Margaretha Dierout.  In 1641 woonde hij in de  Zuilenstraat in Utrecht, maar in of vóór 1648 keerde hij terug naar zijn geboorteplaats, waar hij op 69-jarige leeftijd stierf en zijn begrafenis werd voorbereid op 6 maart 1673.
- Biografisch Portaal: 79419538
- Nationale Bibliotheek van Israël: 987007500712405171
- RKD-Nederlands Instituut voor Kunstgeschiedenis: 46767
- Union List of Artist Names: 500016357
- Virtual International Authority File: 95781390